# Нечаянно
«Неча́янно» — российский короткометражный фильм режиссёра и сценариста Жоры Крыжовникова в жанре новогодней чёрной комедии. Лауреат приза кинофестиваля «Кинотавр» за лучший короткометражный фильм (2014).

## Сюжет
За несколько часов до Нового года сосед заходит к пожилой соседке за солью и нечаянно убивает её. Что делать в сложившейся ситуации, предстоит выяснить всей его семье, которая собирается вместе в квартире старушки.

## В ролях
| Актёр             | Роль                         |
| ----------------- | ---------------------------- |
| Тимофей Трибунцев | Коля                         |
| Юлия Александрова | Катя жена Коли               |
| Александр Паль    | Серёжа брат Кати             |
| Наталия Потапова  | Тамара Викторовна мама Коли  |
| Юрий Кузнецов     | отец Кати и Серёжи           |
| Галина Стаханова  | Ольга Константиновна соседка |
| Сергей Лавыгин    | Юра сын соседки              |

## Награды и номинации
- 2014 — Награда за лучший короткометражный фильм на кинофестивале «Кинотавр».
- 2014 — Номинация за лучший короткометражный фильм на Каирском кинофестивале[2].